# Brainville (Meurthe i Mosel·la)
Brainville és un municipi francès situat al departament de Meurthe i Mosel·la i a la regió del Gran Est. L'any 2007 tenia 145 habitants.

## Demografia

### Població
El 2007 la població de fet de Brainville era de 145 persones. Hi havia 57 famílies, de les quals 12 eren unipersonals (4 homes vivint sols i 8 dones vivint soles), 11 parelles sense fills, 30 parelles amb fills i 4 famílies monoparentals amb fills.
La població ha evolucionat segons el següent gràfic:
Habitants censats

### Habitatges
El 2007 hi havia 64 habitatges, 57 eren l'habitatge principal de la família, 2 eren segones residències i 4 estaven desocupats. 63 eren cases i 1 era un apartament. Dels 57 habitatges principals, 49 estaven ocupats pels seus propietaris, 7 estaven llogats i ocupats pels llogaters i 2 estaven cedits a títol gratuït; 1 tenia dues cambres, 6 en tenien tres, 19 en tenien quatre i 32 en tenien cinc o més. 50 habitatges disposaven pel capbaix d'una plaça de pàrquing. A 15 habitatges hi havia un automòbil i a 38 n'hi havia dos o més.

### Piràmide de població
La piràmide de població per edats i sexe el 2009 era:
| Homes | Edats   | Dones |
| ----- | ------- | ----- |
| 0     | 95 o +  | 0     |
| 0     | 90 a 94 | 0     |
| 0     | 85 a 89 | 0     |
| 0     | 80 a 84 | 0     |
| 4     | 75 a 79 | 0     |
| 4     | 70 a 74 | 8     |
| 4     | 65 a 69 | 4     |
| 0     | 60 a 64 | 8     |
| 4     | 55 a 59 | 4     |
| 0     | 50 a 54 | 4     |
| 4     | 45 a 49 | 0     |
| 16    | 40 a 44 | 8     |
| 0     | 35 a 39 | 8     |
| 8     | 30 a 34 | 0     |
| 0     | 25 a 29 | 4     |
| 0     | 20 a 24 | 0     |
| 4     | 15 a 19 | 0     |
| 0     | 10 a 14 | 4     |
| 4     | 5 a 9   | 4     |
| 0     | 0 a 4   | 0     |

## Economia
El 2007 la població en edat de treballar era de 90 persones, 66 eren actives i 24 eren inactives. De les 66 persones actives 62 estaven ocupades (35 homes i 27 dones) i 4 estaven aturades (3 homes i 1 dona). De les 24 persones inactives 3 estaven jubilades, 9 estaven estudiant i 12 estaven classificades com a «altres inactius».

### Ingressos
El 2009 a Brainville hi havia 60 unitats fiscals que integraven 159 persones, la mediana anual d'ingressos fiscals per persona era de 19.892 €.

### Activitats econòmiques
Dels 6 establiments que hi havia el 2007, 1 era d'una empresa de fabricació d'altres productes industrials, 2 d'empreses de construcció, 1 d'una empresa de comerç i reparació d'automòbils, 1 d'una empresa immobiliària i 1 d'una empresa classificada com a «altres activitats de serveis».
Dels 4 establiments de servei als particulars que hi havia el 2009, 1 era un taller de reparació d'automòbils i de material agrícola, 1 paleta, 1 fusteria i 1 agència immobiliària.
L'any 2000 a Brainville hi havia 8 explotacions agrícoles que ocupaven un total de 740 hectàrees.

## Poblacions més properes
El següent diagrama mostra les poblacions més properes.